# Schuldbekenntnis
Ein Schuldbekenntnis ist das Eingeständnis der persönlichen oder kollektiven Schuld vor Gott im Christentum. Es zielt auf die Bitte um Vergebung, etwa im Hauptgebet der Christen, dem Vaterunser:

„Und vergib uns unsere Schuld, wie auch wir vergeben unseren Schuldigern [denen, die an uns schuldig wurden].“

Das christliche Schuldbekenntnis ist primär Antwort der Gemeinde Jesu Christi auf Gottes Schuldübernahme, die in der Kreuzigung seines Sohnes offenbar geworden ist. Im Unterschied zur individuellen Beichte hat das Schuldbekenntnis daher einen öffentlichen, gemeinschaftlichen Charakter, welcher primär in der Feier der Liturgie zum Ausdruck kommt.

## Römischer Ritus
Das allgemeine Schuldbekenntnis (Confiteor) ist ein in der Liturgie verwendetes Gebet. Es wird in der heiligen Messe nach der Eröffnung gesprochen. Für die Feier der Komplet wird es sehr empfohlen. Der Wortlaut des allgemeinen Schuldbekenntnisses vor und nach der Liturgiereform 1970:
| Fassung bis 1970 (lateinisch) | Fassung bis 1970 (deutsch) | Fassung seit 1970 (lateinisch) | Fassung seit 1970 (deutsch) |
| --- | --- | --- | --- |
| Confiteor Deo omnipotenti, beatae Mariae semper Virgini, beato Michaeli Archangelo, beato Ioanni Baptistae, sanctis Apostolis Petro et Paulo, omnibus Sanctis, et vobis, fratres / et tibi, pater, quia peccavi nimis cogitatione, verbo et opere: mea culpa, mea culpa, mea maxima culpa. Ideo precor beatam Mariam semper Virginem, beatum Michaelem Archangelum, beatum Ioannem Baptistam, sanctos Apostolos Petrum et Paulum, omnes Sanctos, et vos, fratres / et te, pater, orare pro me ad Dominum Deum nostrum. | Ich bekenne Gott, dem Allmächtigen, der seligen, allzeit reinen Jungfrau Maria, dem heiligen Erzengel Michael, dem heiligen Johannes dem Täufer, den heiligen Aposteln Petrus und Paulus, allen Heiligen, und euch, Brüder / und dir, Vater, dass ich viel gesündigt habe in Gedanken, Worten und Werken: durch meine Schuld, durch meine Schuld, durch meine übergroße Schuld. Darum bitte ich die selige, allzeit reine Jungfrau Maria, den heiligen Erzengel Michael, den heiligen Johannes den Täufer, die heiligen Apostel Petrus und Paulus, alle Engel und Heiligen, und euch, Brüder / und dich, Vater, für mich zu beten bei Gott, unserem Herrn. | Confiteor Deo omnipotenti et vobis, fratres, quia peccavi nimis cogitatione, verbo, opere et omissione: mea culpa, mea culpa, mea maxima culpa. Ideo precor beatam Mariam semper Virginem, omnes Angelos et Sanctos, et vos, fratres, orare pro me ad Dominum Deum nostrum. | Ich bekenne Gott, dem Allmächtigen, und allen Brüdern und Schwestern, dass ich Gutes unterlassen und Böses getan habe – ich habe gesündigt in Gedanken, Worten und Werken durch meine Schuld, durch meine Schuld, durch meine große Schuld. Darum bitte ich die selige Jungfrau Maria, alle Engel und Heiligen und euch, Brüder und Schwestern, für mich zu beten bei Gott, unserm Herrn. |

Bei den Worten „mea culpa“ oder „meine Schuld“ sehen die Rubriken vor, sich an die Brust zu schlagen.
Seit der Liturgiereform von 1970 nach dem Zweiten Vatikanischen Konzil kann als Schuldbekenntnis alternativ gesprochen werden:
V: Erbarme Dich, Herr, unser Gott, erbarme Dich.

A: Denn wir haben vor Dir gesündigt.

V: Erweise, Herr, uns Deine Huld.

A: Und schenke uns Dein Heil.
Auch eine erweiterte Form des Kyrie eleison kann statt des Schuldbekenntnisses gebetet oder gesungen werden, obwohl das Kyrie ursprünglich einen Huldigungsruf darstellt und nach Schuldbekenntnis und Vergebungsbitte seinen genuinen liturgischen Platz hat.
Im Anschluss an das Schuldbekenntnis folgt die Vergebungsbitte durch den Zelebranten. An Sonntagen kann der Bußritus durch das Taufgedächtnis ersetzt werden.

### Liturgische Vorschriften bis zur Liturgiereform 1970 und in der außerordentlichen Form des römischen Ritus
Vor der Liturgiereform infolge des Zweiten Vatikanischen Konzils war ausschließlich die längere, lateinische Fassung vorgeschrieben und im liturgischen Gebrauch. Das Gebet war Bestandteil des Stufengebetes, das der Priester im Wechsel mit dem Ministranten oder der Gemeinde vor dem Hinzutreten zum Altar am Beginn der heiligen Messe betete, wobei die Ministranten statt „et vobis fratres“: „et tibi pater“ und statt „et vos fratres“: „et te pater“ beteten. Dabei war das Schuldbekenntnis, obwohl sich das Volk daran beteiligen konnte, eigentlich ein Vorbereitungsgebet des Klerus auf die heilige Messe. Die Kommunikanten beteten bis zur Rubrikenreform infolge der Liturgie von 1962 nach der Kommunion des Priesters ein eigenes Schuldbekenntnis zur Vorbereitung auf den Kommunionempfang. Im levitierten Hochamt sang an dieser Stelle der Diakon das Schuldbekenntnis. Trotz der Rubrikenreform von 1962 wird das Confiteor vor dem Kommunionempfang als lokale Tradition weitergeführt.

## Protestantischer Gebrauch
Im protestantischen Bereich kommt das Schuldbekenntnis in drei liturgischen Hauptformen vor:
- als Bußgebet (Confiteor) zu Beginn eines Bußgottesdienstes
- als Antwort der Gemeinde auf die Predigt
- als Vorbereitung der Gemeinde auf die Abendmahlsfeier.

Seit der Reformation gehört die sogenannte „Offene Schuld“ zur Liturgie eines gewöhnlichen Predigtgottesdienstes. Im 19. und 20. Jahrhundert formulierten Theologen und Liturgiekommissionen zahlreiche verschiedene Sündenbekenntnisse.
Seit 1960 wurde die Kombination von Schuldbekenntnissen mit Gesellschaftskritik beliebt, etwa im Politischen Nachtgebet auf evangelischen Kirchentagen. Damit wurde die Individualisierung von Schuld auf die Selbsterkenntnis des Sünders vor Gott abgewehrt und auf den sozialen und politischen Bereich ausgedehnt.
In der Zürcher Gottesdienstreform der 1960er-Jahre wurde ein Schuldbekenntnis in den ordentlichen Sonntags- und Festgottesdienst als freiwilliges, nicht verpflichtendes liturgisches Angebot aufgenommen.
Im Gesangbuch der Evangelisch-methodistischen Kirche (Ausgabe 2002) findet sich ein eigenes Formular mit dem Titel: Die Feier zur Erneuerung des Bundes mit Gott. Diese Feier ist eine liturgisch ausführliche Form eines Sündenbekenntnisses, das mehrere Beicht- und Bußgebete miteinander verknüpft und in der Selbstverpflichtung mündet, den vollkommenen Willen Christi „zu suchen und zu tun“.

## Kirchliche Schuldbekenntnisse
Das christliche Schuldbekenntnis ist nicht nur ein zentraler Glaubensakt des einzelnen Christen, sondern auch ein Akt der Gesamtkirche, die sich als Gemeinschaft der Gläubigen versteht und sich mit selbstkritischer Benennung ihres konkreten Versagens zu ihrer weltweiten Verantwortung für das Heil aller Menschen bekennt. Darum haben Kirchen in bestimmten historischen Situationen immer wieder als Ganze ein konkretes Schuldbekenntnis ausgesprochen. Auch einzelne Christen haben die Schuld der Gesamtkirche an ihrer statt ausgesprochen.
Ein berühmtes, in seiner Radikalität unerreichtes Schuldbekenntnis stammt von dem lutherischen Theologen Dietrich Bonhoeffer aus dem Jahr 1940. Auf dem Höhepunkt des Triumphs Adolf Hitlers nach dem Sieg über Frankreich, der die Niederlage und Kriegsschuld Deutschlands im Ersten Weltkrieg vergessen machen sollte, sprach Bonhoeffer von der Schuld der Kirche an den „schwächsten Brüdern und Schwestern Jesu Christi“: den Juden. Sie habe diese dem Unrecht des totalen Staates ausgeliefert und die Herrschenden ermutigt, dieses Unrecht mit Berufung auf den Segen der Kirche zu begehen.
Nach Kriegsende war das Stuttgarter Schuldbekenntnis vom Oktober 1945 der Ausgangspunkt einer jahrzehntelangen Neubesinnung der EKD im Blick auf das Versagen des Protestantismus gegenüber dem Nationalsozialismus. Dem folgte 1947 ein nur von Teilen der EKD angenommenes Bekenntnis konkreter evangelischer „Irrwege“ im Darmstädter Wort.
Die Evangelische Kirche A. u. H. B. in Österreich leistete ein vergleichbares Schuldbekenntnis erst 1998.
Ein historisches Schuldbekenntnis im Bereich des Katholizismus war das Mea culpa („meine Schuld“) des Papstes Johannes Paul II. vom 12. März 2000, in dem er kirchliche Verfehlungen im Zusammenhang von Glaubenskriegen, Judenverfolgungen und Inquisition eingestand. Bereits am 16. März 1998 hatte der Vatikan in dem Dokument Nachdenken über die Shoa die Mitschuld von Christen am Holocaust bekannt. Dem folgte am 20. März 1998 eine Pilgerreise des Papstes nach Israel, Jordanien und in die Palästinensergebiete, bei der er an der Klagemauer betete und in Betlehem und Nazaret Eucharistie feierte.

## Einzelbelege
1. ↑  Allgemeine Einführung in das römische Meßbuch, 51
2. ↑  Allgemeine Einführung ins Stundengebet, 86
3. ↑  Anselm Schott OSB: Das vollständige Römische Meßbuch lateinisch und deutsch Freiburg-Basel-Wien 1983, S. 438f.
4. ↑  Gotteslob (2013) Nr. 582.4.
5. ↑  Gesangbuch der Evangelisch-methodistischen Kirche, Ausgabe 2002, S. 1367